# چن کوان-تای
چن کوان-تای (چینی: 陳觀泰؛ زادهٔ ۲۴ سپتامبر ۱۹۴۵) رزمی‌کار و بازیگر اهل چین است.
از فیلم‌ها یا برنامه‌های تلویزیونی که وی در آن نقش داشته‌است می‌توان به ۷ مرد ارتشی، مردی با مشت‌های آهنین و دراگون تایگر گیت اشاره کرد.